# جيمي دوكز
جيمي دوكز (بالإنجليزية: Jamie Dukes)‏ هو لاعب كرة قدم أمريكية أمريكي، ولد في 14 يونيو 1964 في سكنيكتادي في الولايات المتحدة.

## وصلات خارجية
- جيمي دوكز على موقع مرجع كرة القدم المحترفة.كوم (الإنجليزية)